# Bach an dem Margrund
Der Bach an dem Margrund ist ein knapp ein Kilometer langer rechter und östlicher Zufluss der Gersprenz.

## Geographie

### Verlauf
Der Bach an dem Margrund entspringt auf einer Höhe von etwa 265 m ü. NHN im Odenwald, in der Gemarkung Kirch-Beerfurth am Nordwesthang vom Burg-Berg mit der dort befindlichen Burgruine Beerfurther Schlösschen.
Er mündet, beständig in westlicher Richtung abfließend, in der südlichen Ortslage Kirch-Beerfurth, dicht oberhalb der Böckelsmühle auf einer Höhe von ungefähr 195 m ü. NHN von rechts in die Gersprenz.
Der etwa tausend Meter lange Lauf des Bachs an dem Margrund endet etwa 70 Höhenmeter unterhalb seiner Quelle, er hat somit ein mittleres Sohlgefälle von etwa 70 ‰.

### Einflussgebiet
Das Einflussgebiet des Bachs an dem Margrund liegt im  Böllsteiner Odenwald einem Teilgebiet des Vorderen Odenwald und wird über die Gersprenz, den Main und den Rhein zur Nordsee entwässert.
Es grenzt
- im Norden und Nordosten an das des Gersprenzzuflusses Bach von dem Vierstöck
- und im Südosten und Süden an das des Steinbachs, ebenfalls ein Zufluss der Gersprenz.

Die höchste Erhebung ist der Burg-Berg mit einer Höhe von 404 m ü. NHN.
Das Einflussgebiet im Bereich des Oberlaufes ist zum Teil bewaldet und am Unterlauf wechseln Siedlungen und Grünland.

### Flusssystem Gersprenz
- Fließgewässer im Flusssystem Gersprenz